# Theresa Maria de Jesus Pires de Carvalho e Albuquerque

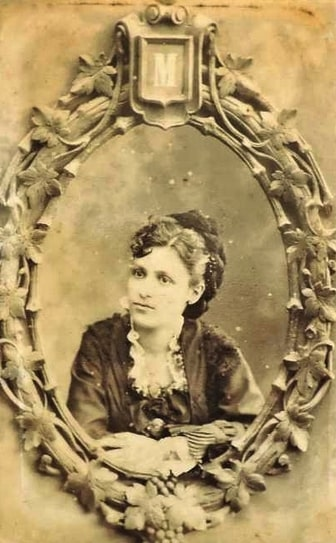
Theresa Maria de Jesus Pires de Carvalho e Albuquerque, Baronesa de Itaparipe.

Theresa Maria de Jeus Pires de Carvalho e Albuquerque (25 de julho de 1848, Salvador, Bahia, 13 de dezembro de 1913 — Santo Amaro, Bahia), foi uma nobre brasileira, baronesa de Itaparipe.  

## Genealogia
Filha de D. Ana Maria Pires de São José e Aragão, 1ª viscondessa da Torre de Garcia d'Ávila, ligada aos morgadios baianos e de Antônio Joaquim Pires de Carvalho e Albuquerque. Neta paterna de Joaquim Pires de Carvalho e Albuquerque, o Barão de Jaquaripe. 
Seus irmãos foram Dr. Domingos Antonio Pires de Carvalho e Albuquerque, Dr. Garcia Dias Pires de Carvalho e Albuquerque, José Pires de Carvalho e Albuquerque e Francisco de Cavalho e Albuquerque. Teve duas irmãs, Catarina Álvares Paraguassu Pires de Aragão e Leonor Maria de la Penha Deus-Dará Pires de Aragão. 

## Biografia
Foi batizada alguns anos após seu nascimento em Nossa Senhora da Penha, Salvador, Bahia, em 25 de março de 1851. Seu nome alternativo é Theresa Maria Pires Moniz Barreto de Aragão. Casou-se com Antonio Moniz Barreto de Aragão, o Barão de Mataripe.  

## Títulos
12 de janeiro de 1884 - Baronesa de Itaparipe.